# Leichtathletik-Weltmeisterschaften der Behinderten 2017/Teilnehmer (Österreich)
| stlisierte Goldmedaille | stlisierte Silbermedaille | stlisierte Bronzemedaille |
| ----------------------- | ------------------------- | ------------------------- |
| 1                       | 1                         | 1                         |

Das Österreichische Paralympische Committee (ÖPC) benannte vier Sportler und eine Sportlerin zur Teilnahme an den Leichtathletik-Weltmeisterschaften der Behinderten 2017.

## Ergebnisse

### Frauen
| Athletin      | Wettbewerb    | Vorlauf / Vorkampf | Vorlauf / Vorkampf | Halbfinale   | Halbfinale | Finale       | Finale |
| Athletin      | Wettbewerb    | Zeit / Weite       | Rang               | Zeit / Weite | Rang       | Zeit / Weite | Rang   |
| ------------- | ------------- | ------------------ | ------------------ | ------------ | ---------- | ------------ | ------ |
| Natalija Eder | Speerwurf F13 | –                  | –                  | –            | –          | 38,37 m SB   |        |

### Männer
| Athleten              | Wettbewerb               | Vorlauf / Vorkampf | Vorlauf / Vorkampf | Halbfinale   | Halbfinale | Finale             | Finale |
| Athleten              | Wettbewerb               | Zeit / Weite       | Rang               | Zeit / Weite | Rang       | Zeit / Weite       | Rang   |
| --------------------- | ------------------------ | ------------------ | ------------------ | ------------ | ---------- | ------------------ | ------ |
| Thomas Geierspichler  | 100 m Rennrollstuhl T52  | 19,43 s            | 5                  | –            | –          | nicht qualifiziert | 10     |
| Günther Matzinger     | 200 m T47                | 23,07 s            | 3                  | –            | –          | 22,83 s            | 5      |
| Alexander Pototschnig | 200 m T47                | 23,00 s PB         | 5                  | –            | –          | 23,19 s            | 7      |
| Günther Matzinger     | 400 m T47                | 50,79 s            | 1                  | –            | –          | 49,35 s            | SB     |
| Alexander Pototschnig | 400 m T47                | 51,88 s            | 3 PB               | –            | –          | 52,88 s            | 6      |
| Thomas Geierspichler  | 400 m Rennrollstuhl T52  | 1:05,22 min        | 5                  | –            | –          | nicht qualifiziert | 9      |
| Thomas Geierspichler  | 1500 m Rennrollstuhl T52 | –                  | –                  | –            | –          | 4:02,40 min        | 4      |
| Bil Marinkovic        | Diskuswurf F11           | –                  | –                  | –            | –          | 33,42 m            |        |